# قتاد بيتلحمي
القَتَاد البيتلحمي الاسم العلمي (باللاتينية: Astragalus bethlehemiticus) هو نوع عشبي من جنس القتاد.

## البيئة والانتشار
موطن نبات القتاد البيتلحمي بلاد الشام.

## مرادفات للاسم العلمي
- (باللاتينية: Astracantha lepidantha (Boiss.) Podlech)